# Klotzbeute

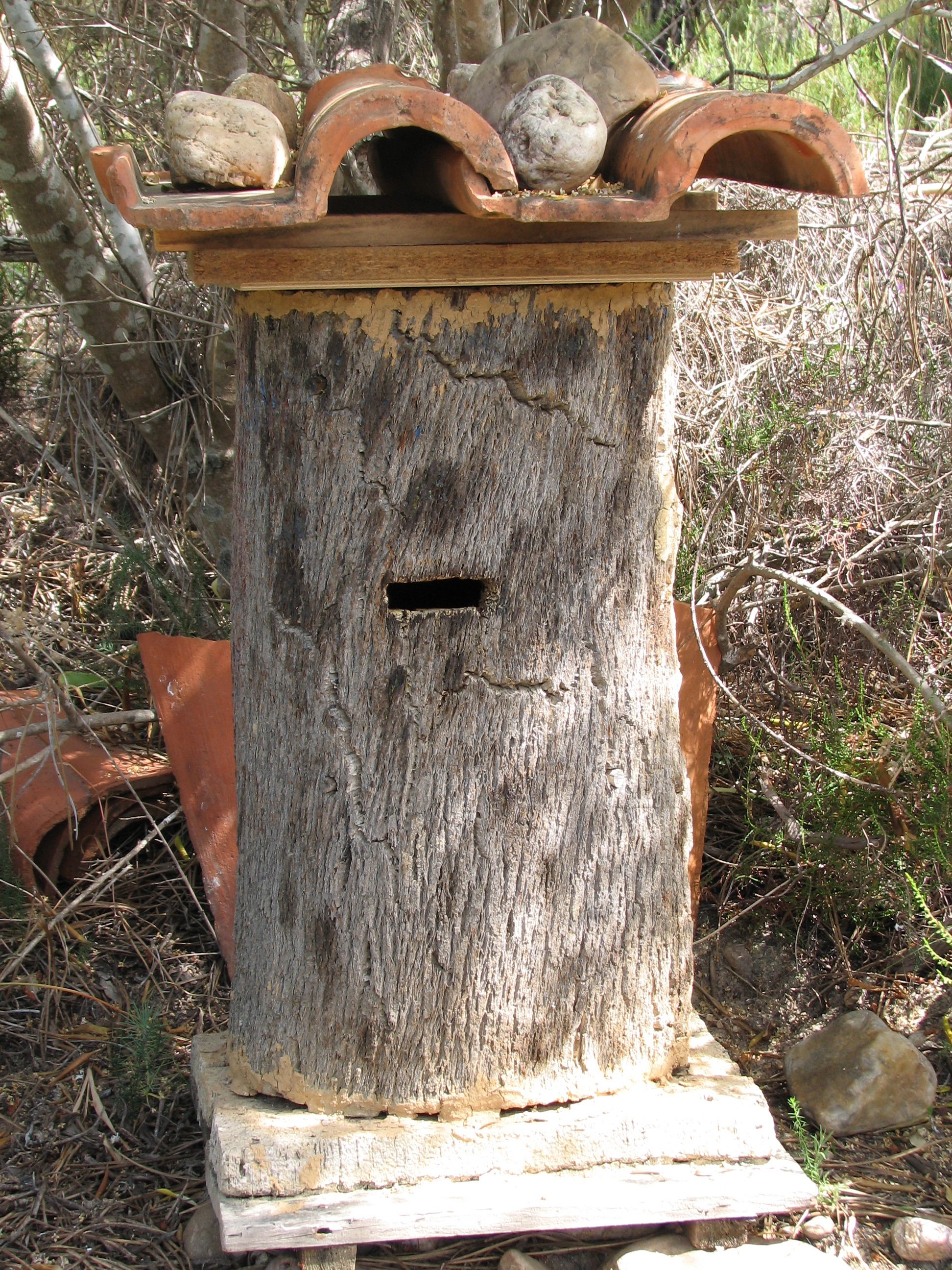
Klotzbeute in Portugal

Eine Klotzbeute oder ein Klotzstülper ist eine künstliche Bienenbehausung, die aus einem ausgehöhlten Baumstamm besteht. Klotzbeuten gehören zu den ältesten künstlichen und transportablen Bienenwohnungen. Sie stellen eine Entwicklungsstufe in der Zeidlerei dar und markieren den Übergang zur planmäßigen Bienenhaltung, der Imkerei. Heute sind sie fast nur noch im asiatischen Raum anzutreffen.

## Entwicklung

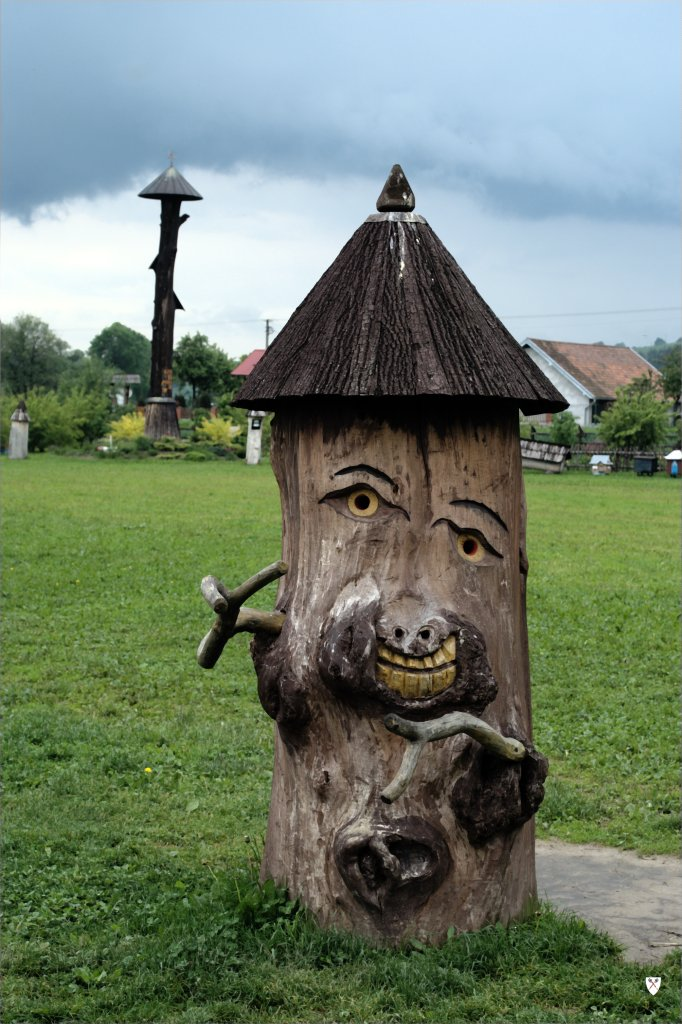
Klotzbeute in Polen

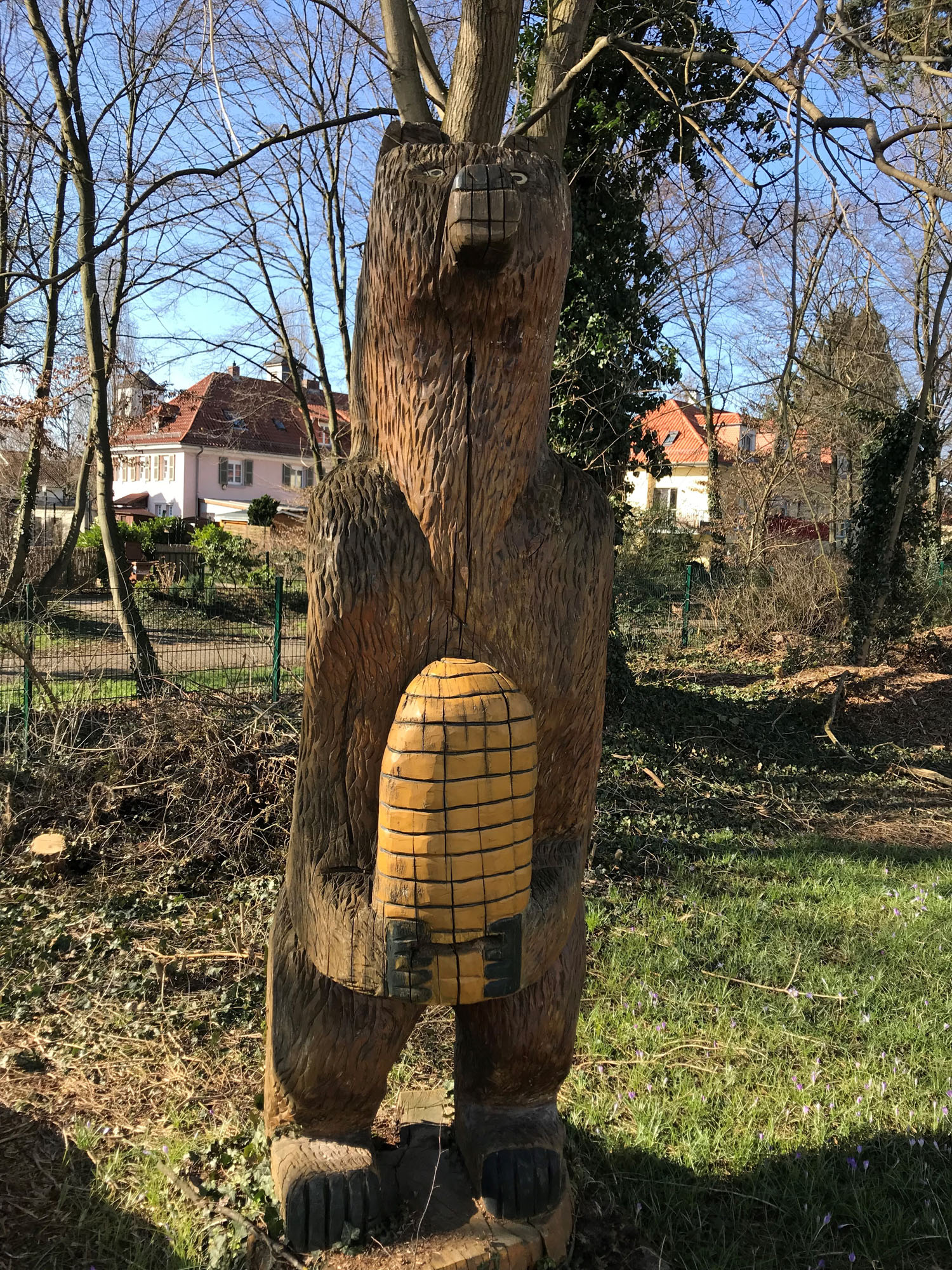
Klotzbeute in Form eines Bären im Garten der Badischen Imkerschule Heidelberg

Von Natur aus brauchen die europäischen Rassen der Westlichen Honigbiene zum Überleben eine winter- und wetterfeste Behausung. Dazu eignet sich eine Nisthöhle in einer Größe von etwa 60 Liter, die ganzjährig trocken ist, vor Regen und Schnee schützt und windgeschützt steht. Ursprünglich lebten die Bienen wild in natürlich vorkommenden Baumhöhlen im Wald. In der Frühzeit begannen die Zeidler die betreffenden Baumhöhlen samt Bienen aus den Baumstämmen herauszusägen und an günstigeren Standorten aufzustellen. Mit Beginn der zunehmenden planmäßigen Bienenhaltung wurden Klotzbeuten aus Baumstämmen eigens hergestellt. Dazu wurden geeignete Baumstämme mit Werkzeugen der Länge nach, bis auf Wandstärke von wenigen Zentimetern, ausgehöhlt. In die entstandene Röhre wurden ein oder mehrere Fluglöcher eingeschnitten. Im Inneren der Röhre wurden meist mehrere Holzstöcke quer eingebracht um den Bienen den Wabenbau zu erleichtern. Diese Klotzbeuten wurden auf einem ebenen Untergrund aufgestellt und mit einem Brett abgedeckt. In einigen Regionen Europas wurden die Klotzbeuten auch liegend aufgestellt. In diese Beuten wurde ein eingefangener Bienenschwarm einlogiert. Früheste archäologische Nachweise von Klotzbeuten stammen aus der jungneolithischen Pfahlbausiedlung Arbon-Bleiche III um 3380 vor Chr. In einer spätbronzezeitlichen Klotzbeute aus Berlin-Lichterfelde um 1080 v. Chr. konnte ein zweigeteilter Innenraum nachgewiesen werden. An einem eingesetzten Rost aus Zweigen im oberen Drittel der Beute konnte das Volk die Brutwaben und darüber an dem Deckel die Honigwaben anbauen. Dies lässt auf eine relativ moderne Betriebsweise schließen, bei der durch einfaches Abheben des Deckels die Honigwaben entnommen werden konnten und das Brutnest dafür nicht berührt werden musste.
Die Betriebsweise mit Klotzbeuten und Klotzstülpern verbreitete sich besonders in waldreichen Regionen, wohingegen in waldarmen Gebieten eher Rutenstülper oder geflochtene Strohkörbe, wie in der Heideimkerei, dominierten.
In der Antike wurden im Mittelmeerraum auch Tonröhren als Bienenbehausung verwendet; in Afrika geschieht dies noch heute.
In vielen Ländern Asiens halten Imker noch heute die Östliche Honigbiene in Klotzbeuten oder Klotzstülpern, zum Beispiel in Japan.

## Sonderformen

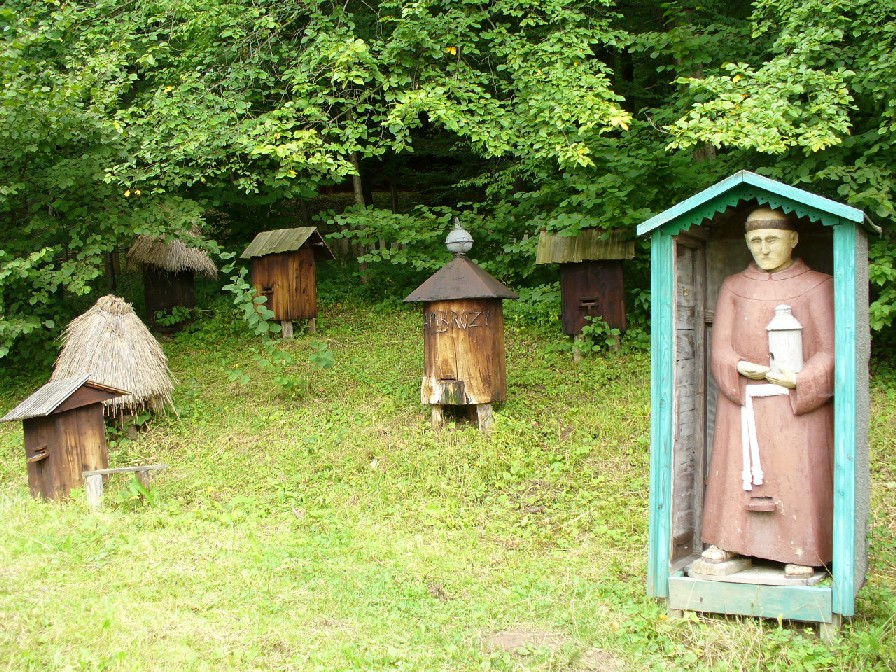
Klotzbeuten und rechts ein Bildstock in Polen

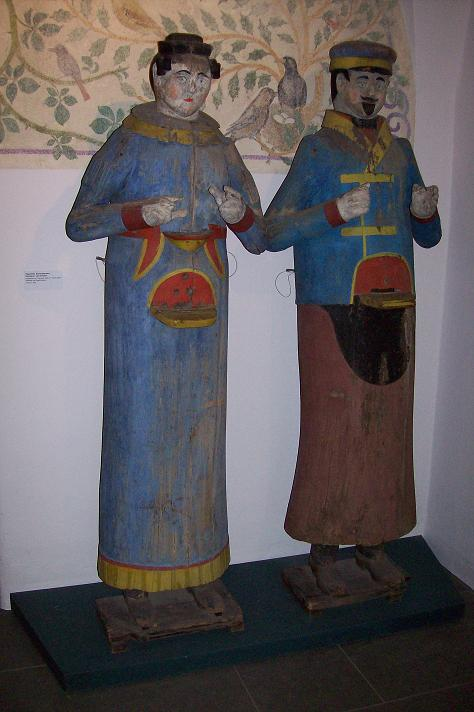
Hölzerne Figurenbienenbeuten aus Fördergersdorf im Museum für Sächsische Volkskunst in Dresden, um 1885

Überall entwickelten sich besondere Typen und Formen von Bienenbehausungen aus unterschiedlichen Materialien. In Kärnten wurden sie „Kärntner Bauernstock“ und „Krainer Bauernstock“ genannt.
Als Bildstöcke, Bienenbildstöcke, Figurenstöcke, Figürliche Bienenbeuten, Figurenbeuten oder Figurenbienenbeuten bezeichnet man Klotzbeuten aus Holzstämmen, die reichhaltig beschnitzt und bemalt sind. In ihrem Äußeren gleichen sie mehr geschnitzten Holzstatuen als einer Bienenwohnung.
Bedeutende Exponate dieser Art gibt es unter anderem in folgenden Sammlungen:
- Deutsches Landwirtschaftsmuseum im Schloss Blankenhain (Sachsen)
- Deutsches Bienenmuseum Weimar (Thüringen)
- Museum für Sächsische Volkskunst in Dresden (Sachsen)
- Vogtlandmuseum in Plauen (Sachsen)
- Vogtländisches Freilichtmuseum in Landwüst/Eubabrunn (Sachsen)
- Heimatmuseum in Werdau (Sachsen)
- Museum der Westlausitz Kamenz (Sachsen)
- Österreichisches Museum für Völkerkunde in Wien (Österreich)
- Ethnographisches Museum im neuen Schloss Kittsee (Österreich)
- Jan Dzierzon-Museum in Kluczbork (deutsch: Kreuzburg), Polen
- Ethografisches Museum des Nationalmuseum Breslau, Polen
- Mährisches Landesmuseum in Brünn, Tschechien

## Nachteile
Der Nachteil von Klotzbeuten besteht darin, dass Honig nur geerntet werden kann, indem ein Teil des Wabenwerkes der Bienen herausgeschnitten und damit zerstört wird. Dadurch wird auch das Bienenvolk nachhaltig geschädigt und geschwächt. Wegen des fest mit der Beute verbundenen Wabenwerks wird die Art der Waben als Stabilbau bezeichnet. Mit der Entwicklung des Mobilbaus, das heißt, der Haltung der Bienen auf mobilen Wabenrähmchen, wie sie heute in der Magazinbeute vorzufinden ist, sind auch die Beutensysteme in Figurenbeuten modernisiert worden. Das zeigt eine Abbildung der Figurenbeute 'Apostel' aus dem so genannten Zwölf-Apostel-Stand. Hier entnimmt der Imker ein Wabenrähmchen aus der Bienenwohnung, an der Vorderseite der Figur. Heute stehen Figurenbeuten immer häufiger Pate zum Schutz der Bienen. Die modernen Beutensysteme einiger Figurenbeuten dienen mehr dem Zweck einer artgerechten Bienenhaltung als der Honigernte.

## Geschichte der Figurenbeuten

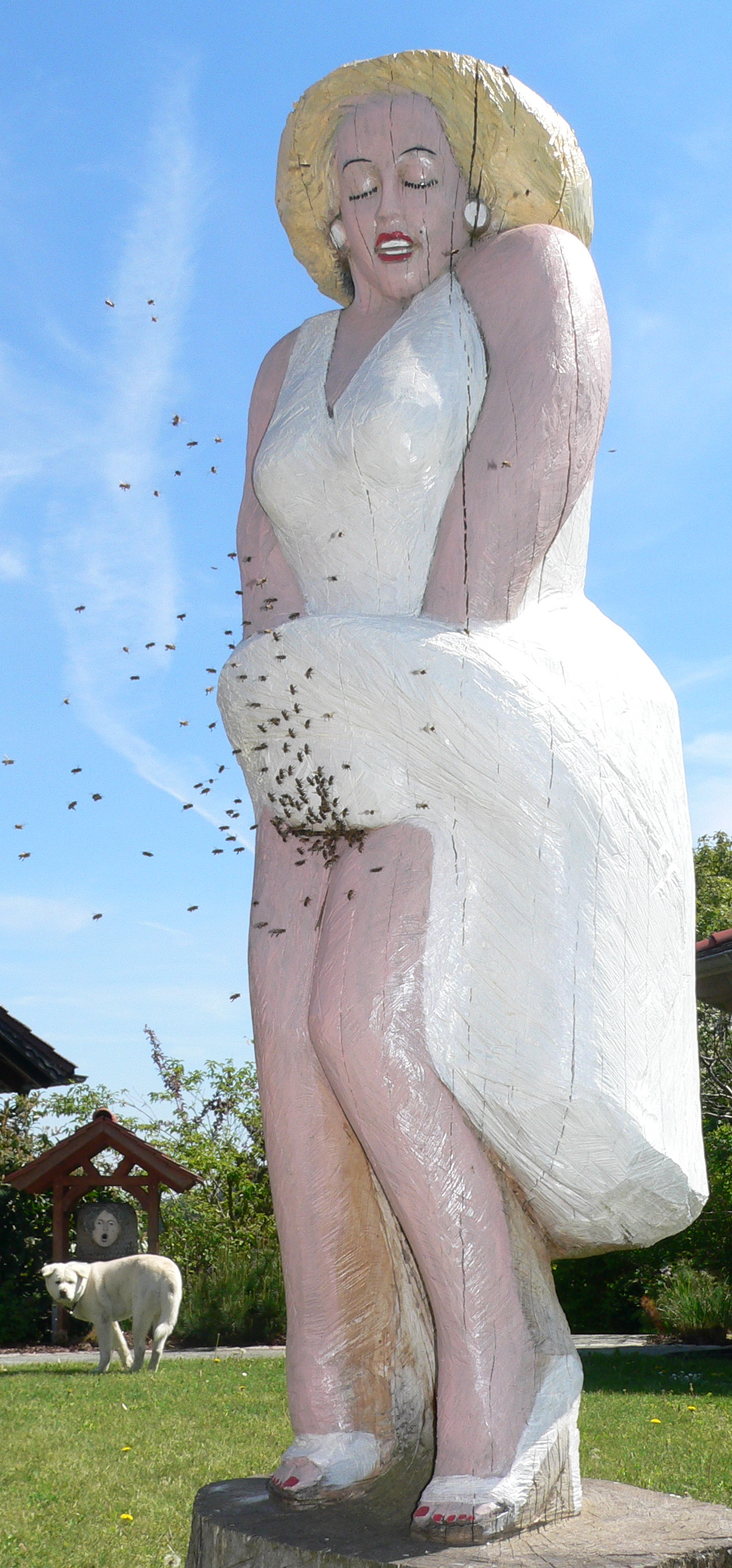
Die Figurenbeute Marilyn Monroe, von der Holzbildhauerin Birgit Maria Jönsson

Die ältesten Figurenbeuten sind uns aus dem 17. Jahrhundert überliefert. Als ein Hauptmotiv, warum sich der Mensch mit Bienen im Bauch darstellte, gilt, dass er sich die Weisheit des Bienenvolkes einverleiben will. Um der Fruchtbarkeit der Bienen auch figürlich Nachdruck zu verleihen, waren die Fluglöcher häufig im Genitalbereich angesiedelt.
Ursprünglich wurden Figurenbeuten zum Schutz des Imkerhains aufgestellt. Sie sollten den Bienenhain vor Honigräubern schützen. Die heute noch erhaltenen Figuren zeigen eine große Vielfalt, was die Technik der Gestaltung und die Wahl der Motive anbelangt. Bei den meisten Figuren sind die Arme, wie auch der Beutenraum angesetzt. Die Köpfe sind zuweilen rundplastisch herausgearbeitet. Attribute wie Haare aus Flachs und Glasaugen verstärkten die Wirkung.
Grundsätzlich sind 4 Kategorien bzw. Haupttypen in den figürlichen Darstellungen herauszukristallisieren:
- Figuren aus dem religiösen oder häuslichen Bereich (zum Beispiel der heilige Ambrosius oder eine Bäuerin)
- Exotendarstellungen
- Figurenbeuten mit militärisch-kriegerischen Hintergrund (zum Beispiel der rote Husar).[7]

Zudem dienten die lebensgroßen Figuren dem Schmuck des Bienengartens und zum Teil der Selbstdarstellung des Imkers. Es darf von einem gewissen Stolz ausgegangen werden, den die Imkerzunft mit sich brachte. Heute, im Zuge einer Neubewertung der Biene, und in der Anerkennung ihrer außerordentlichen Wichtigkeit für den Fortbestand alles Lebens, erleben auch die Figurenbeuten eine Art Renaissance.

## Figurenbeuten heute
Einen Figurenstock kann man als Volkskunst ansehen. Eine Rückbesinnung auf diese Tradition ist seit dem 20. Jahrhundert wahrzunehmen; einige Vereine und Institutionen stellen sie auf. Neben traditionellen Darstellungen gibt es Figurenbeuten mit Bezug zur Imkerei (zum Beispiel Bären, Darstellungen von Imkern und der Heilige Ambrosius als Schutzpatron der Imker) und solche, die historische Persönlichkeiten darstellen, zum Beispiel Johann Wolfgang von Goethe, Luise Rückert oder Herzogin Éléonore d’Olbreuse.